# St Aidan (Northampton)
St Aidan ist eine neogotische römisch-katholische Kirche in der Manor Road im Northamptoner Vorort Kingsthorpe, die 1964 nach Plänen von John-Baptiste Sebastian Comper gebaut wurde. Sie wurde nach Aidan von Lindisfarne benannt.

## Geschichte
Kingsthorpe, ein ehemaliges Dorf nordwestlich von Northampton, ist mittlerweile zum Vorort dieser Stadt geworden. In den frühen 1960er-Jahren wurde das dortige Manor House zum Pfarrhaus gemacht. Ein Teil des Landes, das einst zur Manor Farm gehört hatte, wurde für den Kirchenbau erworben.
Der Grundstein der Kirche wurde am 16. Mai 1963 gelegt, die Kirche wurde am 27. Juli 1964 geweiht. Der Bau kostete etwas mehr als 35.000 englische Pfund.
St Aidan bietet Sitzplätze für 412 Personen. Die Kirche wurde mit einer provisorischen Westwand versehen, die im Falle einer Erweiterung wieder entfernt werden sollte. Nach diesem Konzept sind etliche Comper-Kirchen erbaut worden, etwa St Thomas of Aquinas in Bletchley.

## Beschreibung
Der Kirchenbau wurde aus rosafarbenen Fletton-Ziegelsteinen errichtet und besitzt ein steiles Dach. An das Kirchenschiff schließt sich auf der Südseite eine Vorhalle mit dem Haupteingang an. Das Baptisterium befindet sich auf der Nordseite. An die Chor-Apsis wurde auf der Nordseite die Sakristei, auf der Südseite eine Marienkapelle unter einem mit Blei gedeckten Kuppeldach angefügt.
Obwohl nur als Provisorium gedacht, enthält die Westfassade ein großes rundes Fenster mit geschwungenem Maßwerk im Giebel. Dieses Fenster wird von gestuften Strebepfeilern flankiert. Auf einer Seite dieser Fassade findet sich ein Anbau mit flachem Dach, dessen ursprüngliche Funktion nicht mehr bekannt zu sein scheint. Möglicherweise war er als Platz für einen Beichtstuhl gedacht. Auch ein weiterer Eingang zur Kirche befindet sich in der provisorischen Westwand.
Zwischen den Jochen des Kirchenschiffs befinden sich dreifache Spitzbogenfenster; die Jochteilung wird von Strebepfeilern markiert. Das Schiff enthält an seinem westlichen Ende eine Orgelempore, die auf achteckigen Säulen ruht.
Die Wände des Kirchenschiffs tragen auf der Innenseite einen weißen Anstrich. Die breiten Spitzbögen mit dreifachen Arkaden finden sich in ähnlicher Form auch in Compers Kirche Christ the King in Bedford. Zwischen diesen Bögen sind freiliegende Sparren mit drei Pfetten pro Seite zu sehen.
Die Ostwand des Chores ist leicht gerundet und besitzt kein Fenster. Links befindet sich ein Spitzbogen mit einer Apsis, rechts eine gotische Piscina. Am Bogen des Chores ist ein herabhängendes Kruzifix befestigt. Der Altarraum erhält durch dreilanzettige Oberlichter auf beiden Seiten sowie durch trapezförmige Öffnungen Richtung Marienkapelle sein Licht. Das Dach der Marienkapelle weist Holzrippen auf. In einer Aussparung an der Ostwand der Marienkapelle sollte einst ein Altar aufgestellt werden; sie enthält aber stattdessen eine Statue. Der Seitenaltar der Kirche steht unter der Kuppel.
Der Altarraum wurde offenbar nach dem Zweiten Vatikanischen Konzil neu gestaltet. Von einem Altarbaldachin und anderen Elementen, die Comper vorgesehen hatte, ist nichts mehr zu sehen. Das Kirchenschiff wurde mit Bänken ausgestattet, die aus einer methodistischen Kapelle in Lancashire stammen, statt mit Stühlen, wie Comper es gewünscht hätte. Die Taufkapelle in der Nordwestecke des Schiffs enthält das Taufbecken. Die Orgel stammt von Alfred E. Davies and Son in Northampton und wurde 1965 gebaut.